# Піпемідова кислота
Піпемідова кислота — синтетичний антибіотик з групи хінолонів для перорального застосування. Піпемідова кислота застосовується у клінічній практиці з 1973 року, проте натепер її застосування обмежене у зв'язку із більшою кількістю побічних ефектів та нижчою ефективністю, ніж препарати фторхінолонів наступних поколінь.

## Фармакологічні властивості
Піпемідова кислота — синтетичний антибіотик з групи хінолонів. Діє бактерицидно, порушуючи синтез ДНК в бактеріальних клітинах. До препарату чутливі такі мікроорганізми: сальмонели, шиґели, Escherichia coli, Enterobacter spp., Proteus spp., нейсерії, Haemophilus influenzae, Serratia spp., Morganella morganii, клебсієли. До піпемідової кислоти нечутливі Pseudomonas aeuruginosa, хламідії, Actinomyces spp., Enterococcus spp., анаеробні мікроорганізми і грампозитивні мікроорганізми.

### Фармакокінетика
Піпемідова кислота швидко всмоктується в шлунково-кишковому тракті. Біодоступність препарату 80-90%. Максимальна концентрація в крові досягається через 1-2 години. Високі концентрації препарату виявляються лише в сечостатевій системі та сечі; в інших органах і тканинах терапевтичних концентрацій не досягає. Препарат проходить через плацентарний бар'єр, виділяється в грудне молоко. Піпемідова кислота практично не метаболізується в організмі. Виділяється препарат з організму з калом і з сечею в незміненому вигляді. Період напіввиведення препарату становить 2—3,5 години.

## Показання до застосування
Піпемідова кислота застосовується при гострих та хронічних інфекціях сечовидільних шляхів (цистити, пієліти, пієлонефрити), для профілактики рецидивуючих інфекцій сечостатевої системи; профілактика інфекцій сечових шляхів, що пов'язані з урологічними процедурами та хірургічними втручаннями, у випадку вагінальних інфекцій.

## Побічні ефекти
При застосуванні піпемідової кислоти можливі наступні побічні ефекти:
- Алергічні реакції — спостерігаються частіше, ніж при застосуванні інших препаратів групи хінолонів. Найчастішими побічними ефектами є свербіж шкіри, кропив'янка, фотосенсибілізація; рідше спостерігаються ангіоневротичний набряк, синдром Стівенса-Джонсона, анафілактичний шок. Описані поодинокі випадки синдрому Лаєлла при застосуванні піпемідової кислоти.[2]
- З боку нервової системи — нечасто головний біль, запаморочення, сонливість, галюцинації, порушення зору, дезорієнтація, тремор; дуже рідко судоми.
- З боку травної системи — часто (від 3 до 13% випадків застосування) нудота, блювання, біль в животі, діарея, гіркота в роті, печія, метеоризм; рідко псевдомембранозний коліт.
- З боку опорно-рухового апарату — рідко артрити, тендовагініти.
- Зміни в лабораторних аналізах — рідко еозинофілія, гемолітична анемія, тромбоцитопенія.

## Протипокази
Піпемідова кислота протипоказана при непереносимості хінолонів, при вагітності, годуванні грудьми, епілепсії, дітям до 15 років, важких порушеннях функції печінки та нирок. З обережністю застосовують препарат при недостатності глюкозо-6-фосфатдегідрогенази. При застосуванні піпемідової кислоти протипоказане ультрафіолетове опромінення через можливість фотодерматозу.

## Форми випуску
Піпемідова кислота випускається у вигляді таблеток і желатинових капсул по 0,2 і 0,4 г.